# Roquefixade
Roquefixade é uma comuna francesa na região administrativa de Occitânia, no departamento de Ariège. Estende-se por uma área de 12,31 km². Em 2010 a comuna tinha 152 habitantes (densidade: 12,3 hab./km²).